# SpySheriff
SpySheriff es un malware que se disfraza como un programa anti-spyware. SpySheriff también es conocido como Brave Sentry, Pest Trap, SpyTrooper, y SpywareNo. El programa intenta persuadir al usuario de una computadora infectada para que compre el programa informándolo continuamente de falsas amenazas en su sistema. SpySheriff era antes muy difícil de eliminar de una computadora infectada y es muy difícil de eliminarlo manualmente. Intentando removerlo utilizando el "Agregar o Quitar Programas" del panel de control no elimina todos sus componentes y los componentes de SpySheriff pueden estar en la carpeta de Recuperación de Sistema. SpySheriff puede ser fácilmente eliminado usando herramientas antimalware.

## Sitios Web
SpySheriff solía estar alojado en www.spy-sheriff.com, pero, este sitio web se ha eliminado. Varios sitios web que hacían uso del Typosquatting (técnica usada por sitios web que se escriben prácticamente como nombres de sitios comunes, pero con algunos errores comunes en la escritura de un sitio web) también intentaron instalar automáticamente el SpySheriff, incluyendo una versión de Google.com (Goggle.com) y Toggle.com (Toogle.com). Desde 2007, estos sitios ya no causan el virus. 

## Problemas causados por SpySheriff
- SpySheriff reporta falsas infecciones de malware y usa pobre heurísticas para detectar infecciones de malware verdaderas.[7]
- El fondo del escritorio puede ser reemplazado con una imagen parecida a una Pantalla azul de la muerte, o un aviso que dice "INFECCIÓN CON SPYWARE! Tu sistema está infectado con spyware. Windows recomienda que uses una aplicación anti-spyware para prevenir pérdida de datos. Usando esta PC antes de estar libre de amenazas de spywares no es recomendado.
- Al intentar entrar a Internet a través de un Navegador web  este es bloqueado por SpySheriff y sustituye el fondo de escritorio con un mensaje que indica que se cerró para proteger al usuario.